# Sicyonia australiensis
Sicyonia australiensis is een tienpotigensoort uit de familie van de Sicyoniidae. De wetenschappelijke naam van de soort is voor het eerst geldig gepubliceerd in 1998 door Hanamura & Wadley.